# Anton Markstedt
Anton Markstedt, född 12 november 1836 i Skellefteå församling, Västerbottens län, död där 25 januari 1897, var en svensk affärsman och politiker. Han var far till Ellen Markstedt Hjorth.
Markstedt var vicekonsul för Storbritannien i Skellefteå och ledamot av riksdagens andra kammare 1882–1885 och andra riksdagen 1887 från Västerbottens norra domsagas valkrets. Han var också en av delägarna i handelshuset och trävaruföretaget Markstedt & Söner. Anton Markstedt är begravd på Skellefteå landsförsamlings kyrkogård.